# Bulbostylis
Genre
Bulbostylis est un genre de plantes de la famille des Cyperaceae.

## Liste des espèces, sous-espèces et variétés
Selon Catalogue of Life (6 août 2014) :
- Bulbostylis abbreviata
- Bulbostylis abortiva
- Bulbostylis acutispicata
- Bulbostylis afro-orientalis
- Bulbostylis afromicrocephala
- Bulbostylis alpestris
- Bulbostylis amambayensis
- Bulbostylis andongensis
- Bulbostylis andringitrensis
- Bulbostylis angustispicata
- Bulbostylis arcuata
- Bulbostylis argentobrunnea
- Bulbostylis aspera
- Bulbostylis atrosanguinea
- Bulbostylis aturensis
- Bulbostylis barbata
- Bulbostylis basalis
- Bulbostylis bathiei
- Bulbostylis bodardii
- Bulbostylis boeckeleriana
- Bulbostylis boivinii
- Bulbostylis boliviana
- Bulbostylis bozumensis
- Bulbostylis brasiliensis
- Bulbostylis brevifolia
- Bulbostylis buchananii
- Bulbostylis burbidgeae
- Bulbostylis burchellii
- Bulbostylis capillaris
- Bulbostylis carajana
- Bulbostylis cardiocarpoides
- Bulbostylis ciliata
- Bulbostylis ciliatifolia
- Bulbostylis cinnamomea
- Bulbostylis cioniana
- Bulbostylis circinata
- Bulbostylis clarkeana
- Bulbostylis coleotricha
- Bulbostylis comorensis
- Bulbostylis conifera
- Bulbostylis conostachya
- Bulbostylis consanguinea
- Bulbostylis conspicua
- Bulbostylis contexta
- Bulbostylis craspedota
- Bulbostylis cruciformis
- Bulbostylis cupricola
- Bulbostylis curassavica
- Bulbostylis cylindrica
- Bulbostylis decaryi
- Bulbostylis densa
- Bulbostylis densicaespitosa
- Bulbostylis densiflora
- Bulbostylis distichoides
- Bulbostylis edwalliana
- Bulbostylis elegantissima
- Bulbostylis eleocharoides
- Bulbostylis emmerichiae
- Bulbostylis eriophora
- Bulbostylis erratica
- Bulbostylis eustachii
- Bulbostylis fasciculata
- Bulbostylis festucoides
- Bulbostylis filamentosa
- Bulbostylis fimbriata
- Bulbostylis fimbristyloides
- Bulbostylis firingalavensis
- Bulbostylis floccosa
- Bulbostylis fluviatilis
- Bulbostylis funckii
- Bulbostylis fusiformis
- Bulbostylis gardneriana
- Bulbostylis glaberrima
- Bulbostylis graminifolia
- Bulbostylis guaglianoneae
- Bulbostylis guineensis
- Bulbostylis haitiensis
- Bulbostylis hensii
- Bulbostylis heterostachya
- Bulbostylis hispaniolica
- Bulbostylis hispida
- Bulbostylis hispidula
- Bulbostylis humilis
- Bulbostylis humpatensis
- Bulbostylis igneotonsa
- Bulbostylis jacobinae
- Bulbostylis johnstonii
- Bulbostylis junciformis
- Bulbostylis juncoides
- Bulbostylis kanongaensis
- Bulbostylis labillardierei
- Bulbostylis lacunosa
- Bulbostylis laeta
- Bulbostylis lagoensis
- Bulbostylis lanata
- Bulbostylis laniceps
- Bulbostylis lanifera
- Bulbostylis lateritica
- Bulbostylis latifolia
- Bulbostylis laxispicata
- Bulbostylis leiolepis
- Bulbostylis leucostachya
- Bulbostylis lichtensteiniana
- Bulbostylis lineolata
- Bulbostylis loefgrenii
- Bulbostylis lolokweensis
- Bulbostylis lombardii
- Bulbostylis longiradiata
- Bulbostylis longispicata
- Bulbostylis macra
- Bulbostylis macroanthela
- Bulbostylis macrostachya
- Bulbostylis mahafalensis
- Bulbostylis major
- Bulbostylis malawiensis
- Bulbostylis medusae
- Bulbostylis megastachys
- Bulbostylis melanocephala
- Bulbostylis meruensis
- Bulbostylis micans
- Bulbostylis micranthera
- Bulbostylis microcarpa
- Bulbostylis microelegans
- Bulbostylis micromucronata
- Bulbostylis microrotundata
- Bulbostylis mlangoyajehenum
- Bulbostylis moggii
- Bulbostylis mozambica
- Bulbostylis mucronata
- Bulbostylis multispiculata
- Bulbostylis neglecta
- Bulbostylis nemoides
- Bulbostylis nesiotica
- Bulbostylis nesiotis
- Bulbostylis nudiuscula
- Bulbostylis oligostachys
- Bulbostylis oritrephes
- Bulbostylis ottonis
- Bulbostylis pachypoda
- Bulbostylis pallescens
- Bulbostylis paradoxa
- Bulbostylis paraensis
- Bulbostylis parvinux
- Bulbostylis pauciflora
- Bulbostylis perrieri
- Bulbostylis pilosa
- Bulbostylis pluricephala
- Bulbostylis pohliana
- Bulbostylis psammophila
- Bulbostylis pseudocollina
- Bulbostylis pseudojunciformis
- Bulbostylis pseudoperennis
- Bulbostylis pusilla
- Bulbostylis pyriformis
- Bulbostylis quaternella
- Bulbostylis rarissima
- Bulbostylis renschii
- Bulbostylis rhizomatosa
- Bulbostylis rotundata
- Bulbostylis rufescens
- Bulbostylis rugosa
- Bulbostylis rumokensis
- Bulbostylis scabra
- Bulbostylis scabricaulis
- Bulbostylis schaffneri
- Bulbostylis schimperiana
- Bulbostylis schlechteri
- Bulbostylis schoenoides
- Bulbostylis schomburgkiana
- Bulbostylis schraderiana
- Bulbostylis scirpoides
- Bulbostylis scleropus
- Bulbostylis scrobiculata
- Bulbostylis sellowiana
- Bulbostylis sepiacea
- Bulbostylis setacea
- Bulbostylis smithii
- Bulbostylis somaliensis
- Bulbostylis sphaerocarpa
- Bulbostylis sphaerocephala
- Bulbostylis splendens
- Bulbostylis squarrosa
- Bulbostylis stenocarpa
- Bulbostylis stenophylla
- Bulbostylis striata
- Bulbostylis striatella
- Bulbostylis subaphylla
- Bulbostylis subsphaerocephala
- Bulbostylis subspinescens
- Bulbostylis subtilis
- Bulbostylis surinamensis
- Bulbostylis svensoniana
- Bulbostylis swamyi
- Bulbostylis tanzaniae
- Bulbostylis taylorii
- Bulbostylis tenella
- Bulbostylis tenerrima
- Bulbostylis tenuifolia
- Bulbostylis thouarsii
- Bulbostylis trabeculata
- Bulbostylis trichobasis
- Bulbostylis trichoides
- Bulbostylis trilobata
- Bulbostylis trullata
- Bulbostylis truncata
- Bulbostylis tuerckheimii
- Bulbostylis turbinata
- Bulbostylis ugandensis
- Bulbostylis vanderystii
- Bulbostylis vestita
- Bulbostylis viguieri
- Bulbostylis viridicarinata
- Bulbostylis warei
- Bulbostylis wilsonii
- Bulbostylis wombaliensis
- Bulbostylis xerophila

Selon ITIS (6 août 2014) :
- Bulbostylis barbata (Rottb.) C.B. Clarke
- Bulbostylis capillaris (L.) Kunth ex C.B. Clarke
- Bulbostylis ciliatifolia (Elliott) Fernald
- Bulbostylis curassavica (Britton) Kük. ex Ekman
- Bulbostylis funckii (Steud.) C.B. Clarke
- Bulbostylis hirta (Thunb.) Svenson
- Bulbostylis junciformis (Kunth) C.B. Clarke
- Bulbostylis juncoides (Vahl) Kük.
- Bulbostylis pauciflora (Liebm.) C.B. Clarke
- Bulbostylis schaffneri (Boeckeler) C.B. Clarke
- Bulbostylis stenophylla (Elliott) C.B. Clarke
- Bulbostylis subaphylla C.B. Clarke
- Bulbostylis vestita (Kunth) C.B. Clarke
- Bulbostylis warei (Torr.) C.B. Clarke

Selon World Checklist of Selected Plant Families (WCSP) (6 août 2014) :
- Bulbostylis abbreviata (Lye) Lye (2010)
- Bulbostylis abortiva (Steud.) C.B.Clarke (1889)
- Bulbostylis acutispicata (Lye) Lye (2010)
- Bulbostylis afromicrocephala Lye (2010)
- Bulbostylis afroorientalis (Lye) R.W.Haines (1983)
- Bulbostylis amambayensis Barros (1942)
- Bulbostylis andongensis (Ridl.) C.B.Clarke (1894)
- Bulbostylis andringitrensis Cherm. (1922 publ. 1923)
- Bulbostylis angustispicata (Lye) Verdc., Fl. Trop. E. Afr. (2010)
- Bulbostylis arcuata Kral (1971)
- Bulbostylis argenteobrunea C.B.Clarke (1902)
- Bulbostylis aspera M.G.López (2007)
- Bulbostylis atrosanguinea (Boeckeler) C.B.Clarke (1894)
- Bulbostylis aturensis (Maury) C.B.Clarke, Bull. Misc. Inform. Kew (1908)
- Bulbostylis barbata (Rottb.) C.B.Clarke (1893)
  - sous-espèce Bulbostylis barbata subsp. barbata
  - sous-espèce Bulbostylis barbata subsp. pulchella (Thwaites) T.Koyama (1980)
- Bulbostylis basalis Fosberg (1977)
- Bulbostylis bathiei Cherm. (1925)
- Bulbostylis bodardii S.S.Hooper (1972)
- Bulbostylis boeckeleriana (Schweinf.) Beetle (1949)
  - variété Bulbostylis boeckeleriana var. boeckeleriana
  - variété Bulbostylis boeckeleriana var. transiens (K.Schum.) R.W.Haines (1983)
- Bulbostylis boivinii C.B.Clarke ex Cherm. (1936)
- Bulbostylis boliviana Palla (1909)
- Bulbostylis bozumensis Cherm. (1936)
- Bulbostylis brasiliensis Palla, Denkschr. Kaiserl. Akad. Wiss. (1908)
- Bulbostylis brevifolia Palla, Denkschr. Kaiserl. Akad. Wiss. (1908)
- Bulbostylis buchananii C.B.Clarke (1902)
- Bulbostylis burbidgeae K.L.Wilson (1980)
- Bulbostylis burchellii (Ficalho & Hiern) C.B.Clarke (1894)
- Bulbostylis capillaris (L.) Kunth ex C.B.Clarke (1893)
  - sous-espèce Bulbostylis capillaris subsp. antillana (Britton) T.Koyama (1979)
  - sous-espèce Bulbostylis capillaris subsp. capillaris
  - sous-espèce Bulbostylis capillaris subsp. insulana M.T.Strong (2005)
- Bulbostylis capitata (Lye) Lye (2010)
- Bulbostylis carajana Kral & M.T.Strong (1999)
- Bulbostylis cardiocarpoides Cherm. (1934)
- Bulbostylis ciliata (C.Presl) C.Presl ex Nees (1842)
- Bulbostylis ciliatifolia (Elliott) Fernald (1938)
  - variété Bulbostylis ciliatifolia var. ciliatifolia
  - variété Bulbostylis ciliatifolia var. coarctata (Elliott) Kral (1971)
- Bulbostylis cinnamomea (Boeckeler) C.B.Clarke (1889)
- Bulbostylis cioniana (Pi.Savi) Lye (1971)
- Bulbostylis circinata (Kunth) C.B.Clarke, Bull. Misc. Inform. Kew (1908)
- Bulbostylis clarkeana Hutch. ex Bodard (1962)
- Bulbostylis coleotricha (Hochst. ex A.Rich.) C.B.Clarke (1894)
  - variété Bulbostylis coleotricha var. coleotricha
  - variété Bulbostylis coleotricha var. miegei (Bodard) R.W.Haines (1983)
- Bulbostylis communis M.G.López & D.A.Simpson (2012)
  - variété Bulbostylis communis var. communis
  - variété Bulbostylis communis var. scabrida M.G.López & D.A.Simpson (2012)
- Bulbostylis comorensis C.B.Clarke, Bull. Misc. Inform. Kew (1908)
- Bulbostylis conifera (Kunth) Beetle (1944)
- Bulbostylis conostachya (Boeckeler) Beetle (1944)
- Bulbostylis consanguinea (Kunth) C.B.Clarke (1908)
- Bulbostylis conspicua (Boeckeler) H.Pfeiff. (1929)
- Bulbostylis contexta (Nees) Bodard (1963)
- Bulbostylis contracta (Kük. ex Osten) M.G.López & D.A.Simpson (2012)
- Bulbostylis craspedota Chiov. (1932)
- Bulbostylis cruciformis (Lye) R.W.Haines (1983)
- Bulbostylis cupricola Goetgh. (1984)
- Bulbostylis curassavica (Britton) Kük. & Ekman (1929)
- Bulbostylis cylindrica C.B.Clarke (1902)
- Bulbostylis decaryi Cherm. (1936)
- Bulbostylis densa (Wall.) Hand.-Mazz. (1930)
  - sous-espèce Bulbostylis densa subsp. afromontana (Lye) R.W.Haines (1983)
    - variété Bulbostylis densa var. cameroonensis S.S.Hooper (1972)
    - variété Bulbostylis densa var. capitata (Miq.) Ohwi, Mem. Coll. Sci. Kyoto Imp. Univ., Ser. B (1944)

  - sous-espèce Bulbostylis densa subsp. densa
- Bulbostylis densicaespitosa (Lye) R.W.Haines (1983)
- Bulbostylis densiflora (Lye) Lye (2010)
- Bulbostylis distichoides Lye (2001)
- Bulbostylis edwalliana (Boeckeler) Prata & M.G.López (2002)
- Bulbostylis elegantissima (Lye) R.W.Haines (1983)
- Bulbostylis eleocharoides Kral & M.T.Strong (1999)
- Bulbostylis emmerichiae T.Koyama (1974)
- Bulbostylis eriophora (Steud.) H.Pfeiff. (1943)
- Bulbostylis erratica (Hook.f.) C.B.Clarke (1902)
- Bulbostylis eustachii J.M.Black ex Eardley (1957)
- Bulbostylis fasciculata Uittien (1925)
- Bulbostylis festucoides (Poir.) C.B.Clarke (1894)
- Bulbostylis filamentosa (Vahl) C.B.Clarke (1894)
- Bulbostylis fimbriata (Nees) C.B.Clarke (1900)
- Bulbostylis fimbristyloides C.B.Clarke (1907)
- Bulbostylis firingalavensis Cherm. (1921 publ. 1922)
- Bulbostylis floccosa (Griseb.) C.B.Clarke (1900)
- Bulbostylis fluviatilis Kral & Davidse (1987)
- Bulbostylis funckii (Steud.) C.B.Clarke (1907)
- Bulbostylis fusiformis Goetgh. (1985)
- Bulbostylis gardneriana (Steud.) Beetle (1944)
- Bulbostylis glaberrima Kük. (1925)
- Bulbostylis graminifolia C.B.Clarke, Bull. Misc. Inform. Kew (1908)
- Bulbostylis guaglianoneae M.G.López (2007)
- Bulbostylis guineensis Cherm. ex Bodard (1962)
- Bulbostylis hensii (C.B.Clarke) R.W.Haines (1983)
- Bulbostylis heterostachya Cherm. (1925)
- Bulbostylis hispida (Steud.) Beetle (1945)
- Bulbostylis hispidula (Vahl) R.W.Haines (1983)
  - sous-espèce Bulbostylis hispidula subsp. brachyphylla (Cherm.) R.W.Haines (1983)
  - sous-espèce Bulbostylis hispidula subsp. capitata Verdc., Fl. Trop. E. Afr. (2010)
  - sous-espèce Bulbostylis hispidula subsp. filiformis (C.B.Clarke) R.W.Haines (1983)
  - sous-espèce Bulbostylis hispidula subsp. halophila (Lye) R.W.Haines (1983)
  - sous-espèce Bulbostylis hispidula subsp. hispidula
  - sous-espèce Bulbostylis hispidula subsp. intermedia (Lye) R.W.Haines (1983)
  - sous-espèce Bulbostylis hispidula subsp. longispicata Lye (1996)
  - sous-espèce Bulbostylis hispidula subsp. macroglumis Lye (1996)
  - sous-espèce Bulbostylis hispidula subsp. pyriformis (Lye) R.W.Haines (1983)
  - sous-espèce Bulbostylis hispidula subsp. senegalensis (Cherm.) Van den Berghen (1988)
- Bulbostylis humilis (Kunth) C.B.Clarke (1894)
- Bulbostylis humpatensis Meneses (1956)
- Bulbostylis igneotonsa Raymond (1972)
- Bulbostylis jacobinae (Steud.) Lindm. (1900)
- Bulbostylis johnstonii C.B.Clarke (1902)
- Bulbostylis junciformis (Kunth) C.B.Clarke, Trans. Linn. Soc. London (1895)
- Bulbostylis juncoides (Vahl) Kük. ex Herter (1930 publ. 1931)
- Bulbostylis kanongaensis Goetgh. (1984)
- Bulbostylis labillardierei (Steud.) Beetle (1944)
- Bulbostylis lacunosa (Lye) Lye (2010)
- Bulbostylis laeta C.B.Clarke, Bull. Misc. Inform. Kew (1908)
- Bulbostylis lagoensis (Boeckeler) Prata & M.G.López (2001)
- Bulbostylis lanata (Kunth) Lindm. (1900)
- Bulbostylis laniceps C.B.Clarke ex T.Durand & Schinz (1896)
- Bulbostylis lanifera (Boeckeler) Kük. (1937)
- Bulbostylis lateritica Cherm. (1926 publ. 1927)
- Bulbostylis latifolia Kral & M.T.Strong (1999)
- Bulbostylis laxispicata (Lye) Lye (2010)
- Bulbostylis leiolepis (Kük.) R.W.Haines (1983)
- Bulbostylis leucostachya (Kunth) Kunth (1837)
- Bulbostylis lichtensteiniana (Kunth) C.B.Clarke (1894)
- Bulbostylis lineolata Goetgh. (1985)
- Bulbostylis loefgrenii (Boeckeler) Prata & M.G.López (2001)
- Bulbostylis lolokweensis Verdc., Fl. Trop. E. Afr. (2010)
- Bulbostylis lombardii Kral & M.T.Strong (1999)
- Bulbostylis longiradiata Goetgh. (1985)
- Bulbostylis longispicata (Lye) Lye (2010)
- Bulbostylis macra (Ridl.) C.B.Clarke (1894)
- Bulbostylis macroanthela (Lye) Lye (2010)
- Bulbostylis macrostachya (Lye) R.W.Haines (1983)
- Bulbostylis mahafalensis Cherm. (1921 publ. 1922)
- Bulbostylis major Palla, Denkschr. Kaiserl. Akad. Wiss. (1908)
- Bulbostylis malawiensis (Lye) Lye (2010)
- Bulbostylis medusae Prata, Reynders & Goetgh. (2007)
- Bulbostylis megastachys (Ridl.) C.B.Clarke (1894)
- Bulbostylis melanocephala (Ridl.) C.B.Clarke (1894)
- Bulbostylis meruensis Verdc., Fl. Trop. E. Afr. (2010)
- Bulbostylis micans Lindm. (1900)
- Bulbostylis micranthera Cherm. (1921 publ. 1922)
- Bulbostylis microcarpa (Lye) R.W.Haines (1983)
- Bulbostylis microelegans (Lye) R.W.Haines (1983)
- Bulbostylis micromucronata Goetgh. (1984)
- Bulbostylis microrotundata (Lye) Lye (2010)
- Bulbostylis mlangoyajehenum Verdc., Fl. Trop. E. Afr. (2010)
- Bulbostylis moggii Schönland & Turrill (1925)
- Bulbostylis mucronata C.B.Clarke (1906)
- Bulbostylis multispiculata Cherm. (1931)
- Bulbostylis neglecta (Hemsl.) C.B.Clarke (1894)
- Bulbostylis nemoides Goetgh. (1984)
- Bulbostylis nesiotica (I.M.Johnst.) Fernald (1938)
- Bulbostylis nesiotis (Hemsl.) C.B.Clarke, Bull. Misc. Inform. Kew (1908)
- Bulbostylis nudiuscula (Lye) Lye (2010)
- Bulbostylis oligostachys (Hochst. ex A.Rich.) C.B.Clarke (1894)
- Bulbostylis oritrephes (Ridl.) C.B.Clarke, Trans. Linn. Soc. London (1894)
  - sous-espèce Bulbostylis oritrephes subsp. australis B.L.Burtt (1986)
  - sous-espèce Bulbostylis oritrephes subsp. oritrephes
- Bulbostylis ottonis (Boeckeler) Beetle (1945)
- Bulbostylis pachypoda Kral & M.T.Strong (1999)
- Bulbostylis pallescens (Lye) R.W.Haines (1983)
- Bulbostylis paradoxa (Spreng.) Lindm. (1900)
- Bulbostylis paraensis C.B.Clarke, Bull. Misc. Inform. Kew (1908)
- Bulbostylis parvinux C.B.Clarke (1898)
- Bulbostylis pauciflora (Liebm.) C.B.Clarke, Bull. Misc. Inform. Kew (1908)
- Bulbostylis perrieri Cherm. (1921 publ. 1922)
- Bulbostylis pilosa (Willd.) Cherm. (1934)
- Bulbostylis pluricephala (Lye) Lye (2010)
- Bulbostylis pohliana (Boeckeler) Beetle (1945)
- Bulbostylis psammophila Cherm. (1921 publ. 1922)
- Bulbostylis pseudocollina Cherm. (1925)
- Bulbostylis pseudojunciformis (Boeckeler) Beetle (1945)
- Bulbostylis pseudoperennis Goetgh. (1985)
- Bulbostylis pusilla (Hochst. ex A.Rich.) C.B.Clarke (1894)
  - sous-espèce Bulbostylis pusilla subsp. congolensis (De Wild.) R.W.Haines (1983)
  - sous-espèce Bulbostylis pusilla subsp. pusilla
- Bulbostylis pyriformis S.T.Blake (1941)
- Bulbostylis quaternella (Ridl.) Goetgh. (1985)
- Bulbostylis rarissima (Steud.) C.B.Clarke (1894)
- Bulbostylis renschii (Boeckeler) C.B.Clarke (1894)
- Bulbostylis rhizomatosa (Lye) R.W.Haines (1983)
- Bulbostylis rotundata (Kük.) R.W.Haines (1983)
- Bulbostylis rufescens (Boeckeler) Beetle (1949)
- Bulbostylis rugosa M.G.López (1996)
- Bulbostylis rumokensis Cherm. ex Goetgh. (1984)
- Bulbostylis scabra (J.Presl & C.Presl) C.B.Clarke (1898)
- Bulbostylis scabricaulis Cherm. (1921 publ. 1922)
- Bulbostylis schaffneri (Boeckeler) C.B.Clarke, Bull. Misc. Inform. Kew (1908)
- Bulbostylis schimperiana (Hochst. ex A.Rich.) C.B.Clarke (1894)
- Bulbostylis schlechteri C.B.Clarke, Bull. Herb. Boissier, sér. 2 (1904)
- Bulbostylis schoenoides (Kunth) C.B.Clarke, Trans. Linn. Soc. London (1894)
- Bulbostylis schomburgkiana (Steud.) M.T.Strong (1993)
- Bulbostylis schraderiana (Steud.) Beetle (1944)
- Bulbostylis scirpoides Kral & M.T.Strong (1999)
- Bulbostylis scleropus C.B.Clarke (1898)
- Bulbostylis scrobiculata (Lye) Lye (2010)
- Bulbostylis sellowiana (Kunth) Palla, Denkschr. Kaiserl. Akad. Wiss. (1908)
- Bulbostylis setacea (Griseb.) Svenson (1946)
- Bulbostylis smithii Barros (1959)
- Bulbostylis somaliensis Lye (1996)
  - sous-espèce Bulbostylis somaliensis subsp. confusa Lye (1996)
  - sous-espèce Bulbostylis somaliensis subsp. microcarpa (Chiov.) Lye (1995)
  - sous-espèce Bulbostylis somaliensis subsp. somaliensis
- Bulbostylis sphaerocarpa (Boeckeler) C.B.Clarke (1894)
- Bulbostylis sphaerocephala (Boeckeler) Lindm. (1900)
- Bulbostylis splendens M.T.Strong (1996)
- Bulbostylis squarrosa (Lye) Verdc., Fl. Trop. E. Afr. (2010)
- Bulbostylis stenocarpa Kük. (1921)
- Bulbostylis stenophylla (Elliott) C.B.Clarke, Bull. Misc. Inform. Kew (1908)
- Bulbostylis striata (Ruiz & Pav.) H.Pfeiff. (1943)
- Bulbostylis striatella C.B.Clarke (1898)
- Bulbostylis subaphylla C.B.Clarke (1900)
- Bulbostylis subsphaerocephala E.G.Camus (1910)
- Bulbostylis subspinescens C.B.Clarke (1893)
- Bulbostylis subtilis M.G.López (2007)
- Bulbostylis surinamensis Uittien (1925)
- Bulbostylis svensoniana Steyerm., Fieldiana (1951)
- Bulbostylis swamyi Govind., Proc. Indian Acad. Sci. (1985)
- Bulbostylis tanzaniae (Lye) R.W.Haines (1983)
- Bulbostylis taylorii C.B.Clarke (1902)
- Bulbostylis tenella (Link) C.B.Clarke, Bull. Misc. Inform. Kew (1908)
- Bulbostylis tenerrima (Fisch. & C.A.Mey. ex Ledeb.) Palla (1912)
- Bulbostylis tenuifolia (Rudge) J.F.Macbr., Publ. Field Mus. Nat. Hist. (1931)
- Bulbostylis thouarsii (Roem. & Schult.)
- Bulbostylis tisserantii Cherm. (1936)
- Bulbostylis trabeculata C.B.Clarke (1894)
  - variété Bulbostylis trabeculata var. microglumis (Lye) R.W.Haines (1983)
  - variété Bulbostylis trabeculata var. trabeculata
- Bulbostylis trichobasis (Baker) C.B.Clarke (1894)
- Bulbostylis trichoides (Schrad. ex Schult.) Beetle (1944)
- Bulbostylis trilobata Kral (1971)
- Bulbostylis trullata Goetgh. (1985)
- Bulbostylis truncata (Nees) M.T.Strong (1993)
- Bulbostylis tuerckheimii Urb. (1912)
- Bulbostylis turbinata S.T.Blake (1941)
- Bulbostylis ugandensis (Lye) R.W.Haines (1983)
- Bulbostylis vanderystii Cherm. (1934)
- Bulbostylis vestita (Kunth) C.B.Clarke (1900)
- Bulbostylis viguieri Cherm. (1921 publ. 1922)
- Bulbostylis viridicarinata (De Wild.) Goetgh. (1984)
- Bulbostylis warei (Torr.) C.B.Clarke, Bull. Misc. Inform. Kew (1908)
- Bulbostylis wombaliensis (De Wild.) R.W.Haines (1983)
- Bulbostylis xerophila Cherm. (1921 publ. 1922)

Selon The Plant List (6 août 2014) :
- Bulbostylis abbreviata (Lye) Lye
- Bulbostylis abortiva (Steud.) C.B.Clarke
- Bulbostylis acutangula Roxb.
- Bulbostylis acutispicata (Lye) Lye
- Bulbostylis afro-orientalis (Lye) R.W.Haines
- Bulbostylis afromicrocephala Lye
- Bulbostylis alpestris Urb.
- Bulbostylis amambayensis Barros
- Bulbostylis andongensis (Ridl.) C.B.Clarke
- Bulbostylis andringitrensis Cherm.
- Bulbostylis angustispicata (Lye) Verdc.
- Bulbostylis arcuata Kral
- Bulbostylis argenteobrunnea C.B.Clarke
- Bulbostylis aspera M.G.López
- Bulbostylis atrosanguinea (Boeckeler) C.B.Clarke
- Bulbostylis aturensis (Maury) C.B.Clarke
- Bulbostylis barbata (Rottb.) C.B.Clarke
- Bulbostylis basalis Fosberg
- Bulbostylis bathiei Cherm.
- Bulbostylis bodardii S.S.Hooper
- Bulbostylis boeckeleriana (Schweinf.) Beetle
- Bulbostylis boivinii C.B.Clarke ex Cherm.
- Bulbostylis boliviana Palla
- Bulbostylis bozumensis Cherm.
- Bulbostylis brasiliensis Palla
- Bulbostylis brevifolia Palla
- Bulbostylis buchananii C.B.Clarke
- Bulbostylis burbidgeae K.L.Wilson
- Bulbostylis burchellii (Ficalho & Hiern) C.B.Clarke
- Bulbostylis capillaris (L.) Kunth ex C.B.Clarke
- Bulbostylis carajana Kral & M.T.Strong
- Bulbostylis cardiocarpoides Cherm.
- Bulbostylis ciliata (C.Presl) C.Presl ex Nees
- Bulbostylis ciliatifolia (Elliott) Fernald
- Bulbostylis cinnamomea (Boeckeler) C.B.Clarke
- Bulbostylis cioniana (Pi.Savi) Lye
- Bulbostylis circinata (Kunth) C.B.Clarke
- Bulbostylis clarkeana Hutch. ex Bodard
- Bulbostylis coleotricha (Hochst. ex A.Rich.) C.B.Clarke
- Bulbostylis comorensis C.B.Clarke
- Bulbostylis conifera (Kunth) Beetle
- Bulbostylis conostachya (Boeckeler) Beetle
- Bulbostylis consanguinea (Kunth) C.B.Clarke
- Bulbostylis conspicua (Boeckeler) H.Pfeiff.
- Bulbostylis contexta (Nees) Bodard
- Bulbostylis craspedota Chiov.
- Bulbostylis cruciformis (Lye) R.W.Haines
- Bulbostylis cupricola Goetgh.
- Bulbostylis curassavica (Britton) Kük. & Ekman
- Bulbostylis cylindrica C.B.Clarke
- Bulbostylis decaryi Cherm.
- Bulbostylis densa (Wall.) Hand.-Mazz.
- Bulbostylis densicaespitosa (Lye) R.W.Haines
- Bulbostylis densiflora (Lye) Lye
- Bulbostylis distichoides Lye
- Bulbostylis edwalliana (Boeckeler) Prata & M.G.López
- Bulbostylis elegantissima (Lye) R.W.Haines
- Bulbostylis eleocharoides Kral & M.T.Strong
- Bulbostylis emmerichiae T.Koyama
- Bulbostylis eriophora (Steud.) H.Pfeiff.
- Bulbostylis erratica (Hook.f.) C.B.Clarke
- Bulbostylis eustachii J.M.Black ex Eardley
- Bulbostylis fasciculata Uittien
- Bulbostylis festucoides (Poir.) C.B.Clarke
- Bulbostylis filamentosa (Vahl) C.B.Clarke
- Bulbostylis fimbriata (Nees) C.B.Clarke
- Bulbostylis fimbristyloides C.B.Clarke
- Bulbostylis firingalavensis Cherm.
- Bulbostylis floccosa (Griseb.) C.B.Clarke
- Bulbostylis fluviatilis Kral & Davidse
- Bulbostylis funckii (Steud.) C.B.Clarke
- Bulbostylis fusiformis Goetgh.
- Bulbostylis gardneriana (Steud.) Beetle
- Bulbostylis glaberrima Kük.
- Bulbostylis graminifolia C.B.Clarke
- Bulbostylis guaglianoneae M.G.López
- Bulbostylis guineensis Cherm. ex Bodard
- Bulbostylis haitiensis Kük.
- Bulbostylis hensii (C.B.Clarke) R.W.Haines
- Bulbostylis heterostachya Cherm.
- Bulbostylis hispaniolica Kük. & Ekman
- Bulbostylis hispida (Steud.) Beetle
- Bulbostylis hispidula (Vahl) R.W.Haines
- Bulbostylis humilis (Kunth) C.B.Clarke
- Bulbostylis humpatensis Meneses
- Bulbostylis igneotonsa Raymond
- Bulbostylis jacobinae (Steud.) Lindm.
- Bulbostylis johnstonii C.B.Clarke
- Bulbostylis junciformis (Kunth) C.B.Clarke
- Bulbostylis juncoides (Vahl) Kük. ex Herter
- Bulbostylis kanongaensis Goetgh.
- Bulbostylis labillardierei (Steud.) Beetle
- Bulbostylis lacunosa (Lye) Lye
- Bulbostylis laeta C.B.Clarke
- Bulbostylis lagoensis (Boeckeler) Prata & M.G.López
- Bulbostylis lanata (Kunth) Lindm.
- Bulbostylis laniceps C.B.Clarke ex T.Durand & Schinz
- Bulbostylis lanifera (Boeckeler) Kük.
- Bulbostylis lateritica Cherm.
- Bulbostylis latifolia Kral & M.T.Strong
- Bulbostylis laxispicata (Lye) Lye
- Bulbostylis leiolepis (Kük.) R.W.Haines
- Bulbostylis leucostachya (Kunth) Kunth
- Bulbostylis lichtensteiniana (Kunth) C.B.Clarke
- Bulbostylis lineolata Goetgh.
- Bulbostylis loefgrenii (Boeckeler) Prata & M.G.López
- Bulbostylis lolokweensis Verdc.
- Bulbostylis lombardii Kral & M.T.Strong
- Bulbostylis longiradiata Goetgh.
- Bulbostylis longispicata (Lye) Lye
- Bulbostylis macra (Ridl.) C.B.Clarke
- Bulbostylis macroanthela (Lye) Lye
- Bulbostylis macrostachya (Lye) R.W.Haines
- Bulbostylis mahafalensis Cherm.
- Bulbostylis major Palla
- Bulbostylis malawiensis (Lye) Lye
- Bulbostylis medusae Prata, Reynders & Goetgh.
- Bulbostylis megastachys (Ridl.) C.B.Clarke
- Bulbostylis melanocephala (Ridl.) C.B.Clarke
- Bulbostylis meruensis Verdc.
- Bulbostylis micans Lindm.
- Bulbostylis micranthera Cherm.
- Bulbostylis microcarpa (Lye) R.W.Haines
- Bulbostylis microelegans (Lye) R.W.Haines
- Bulbostylis micromucronata Goetgh.
- Bulbostylis microrotundata (Lye) Lye
- Bulbostylis mlangoyajehenum Verdc.
- Bulbostylis moggii Schönland & Turrill
- Bulbostylis mozambica Raymond
- Bulbostylis mucronata C.B.Clarke
- Bulbostylis multispiculata Cherm.
- Bulbostylis neglecta (Hemsl.) C.B.Clarke
- Bulbostylis nemoides Goetgh.
- Bulbostylis nesiotica (I.M.Johnst.) Fernald
- Bulbostylis nesiotis (Hemsl.) C.B.Clarke
- Bulbostylis nudiuscula (Lye) Lye
- Bulbostylis oligostachys (Hochst. ex A.Rich.) C.B.Clarke
- Bulbostylis oritrephes (Ridl.) C.B.Clarke
- Bulbostylis ottonis (Boeckeler) Beetle
- Bulbostylis pachypoda Kral & M.T.Strong
- Bulbostylis pallescens (Lye) R.W.Haines
- Bulbostylis paradoxa (Spreng.) Lindm.
- Bulbostylis paraensis C.B.Clarke
- Bulbostylis parvinux C.B.Clarke
- Bulbostylis pauciflora (Liebm.) C.B.Clarke
- Bulbostylis perrieri Cherm.
- Bulbostylis pilosa (Willd.) Cherm.
- Bulbostylis pluricephala (Lye) Lye
- Bulbostylis pohliana (Boeckeler) Beetle
- Bulbostylis psammophila Cherm.
- Bulbostylis pseudocollina Cherm.
- Bulbostylis pseudojunciformis (Boeckeler) Beetle
- Bulbostylis pseudoperennis Goetgh.
- Bulbostylis puberula Kunth
- Bulbostylis pusilla (Hochst. ex A.Rich.) C.B.Clarke
- Bulbostylis pyriformis S.T.Blake
- Bulbostylis quaternella (Ridl.) Goetgh.
- Bulbostylis rarissima (Steud.) C.B.Clarke
- Bulbostylis renschii (Boeckeler) C.B.Clarke
- Bulbostylis rhizomatosa (Lye) R.W.Haines
- Bulbostylis rotundata (Kük.) R.W.Haines
- Bulbostylis rufescens (Boeckeler) Beetle
- Bulbostylis rugosa M.G.López
- Bulbostylis rumokensis Cherm. ex Goetgh.
- Bulbostylis scabra (J.Presl & C.Presl) C.B.Clarke
- Bulbostylis scabricaulis Cherm.
- Bulbostylis schaffneri (Boeckeler) C.B.Clarke
- Bulbostylis schimperiana (Hochst. ex A.Rich.) C.B.Clarke
- Bulbostylis schlechteri C.B.Clarke
- Bulbostylis schoenoides (Kunth) C.B.Clarke
- Bulbostylis schomburgkiana (Steud.) M.T.Strong
- Bulbostylis schraderiana (Steud.) Beetle
- Bulbostylis scirpoides Kral & M.T.Strong
- Bulbostylis scleropus C.B.Clarke
- Bulbostylis scrobiculata (Lye) Lye
- Bulbostylis sellowiana (Kunth) Palla
- Bulbostylis sepiacea Kral
- Bulbostylis setacea (Griseb.) Svenson
- Bulbostylis smithii Barros
- Bulbostylis somaliensis Lye
- Bulbostylis sphaerocarpa (Boeckeler) C.B.Clarke
- Bulbostylis sphaerocephala (Boeckeler) Lindm.
- Bulbostylis splendens M.T.Strong
- Bulbostylis squarrosa (Lye) Verdc.
- Bulbostylis stenocarpa Kük.
- Bulbostylis stenophylla (Elliott) C.B.Clarke
- Bulbostylis striata (Ruiz & Pav.) H.Pfeiff.
- Bulbostylis striatella C.B.Clarke
- Bulbostylis subaphylla C.B.Clarke
- Bulbostylis subsphaerocephala E.G.Camus
- Bulbostylis subspinescens C.B.Clarke
- Bulbostylis subtilis M.G.López
- Bulbostylis surinamensis Uittien
- Bulbostylis svensoniana Steyerm.
- Bulbostylis swamyi Govind.
- Bulbostylis tanzaniae (Lye) R.W.Haines
- Bulbostylis taylorii C.B.Clarke
- Bulbostylis tenella (Link) C.B.Clarke
- Bulbostylis tenerrima (Fisch. & C.A.Mey. ex Ledeb.) Palla
- Bulbostylis tenuifolia (Rudge) J.F.Macbr.
- Bulbostylis trabeculata C.B.Clarke
- Bulbostylis trichobasis (Baker) C.B.Clarke
- Bulbostylis trichoides (Schrad. ex Schult.) Beetle
- Bulbostylis trilobata Kral
- Bulbostylis trullata Goetgh.
- Bulbostylis truncata (Nees) M.T.Strong
- Bulbostylis tuerckheimii Urb.
- Bulbostylis turbinata S.T.Blake
- Bulbostylis ugandensis (Lye) R.W.Haines
- Bulbostylis vanderystii Cherm.
- Bulbostylis veronicifolia (Kunth) DC.
- Bulbostylis vestita (Kunth) C.B.Clarke
- Bulbostylis viguieri Cherm.
- Bulbostylis viridicarinata (De Wild.) Goetgh.
- Bulbostylis warei (Torr.) C.B.Clarke
- Bulbostylis wilsonii (Britton) Urb.
- Bulbostylis wombaliensis (De Wild.) R.W.Haines
- Bulbostylis xerophila Cherm.

Selon Tropicos (6 août 2014) (Attention liste brute contenant possiblement des synonymes) :
- Bulbostylis abortiva (Steud.) C.B. Clarke
- Bulbostylis acutangula Roxb.
- Bulbostylis afroorientalis (Lye) R.W. Haines
- Bulbostylis albescens (Miq.) Beetle
- Bulbostylis alpestris Urb.
- Bulbostylis amambayensis Barros
- Bulbostylis andongensis (Ridl.) C.B. Clarke
- Bulbostylis andringitrensis Cherm.
- Bulbostylis annua Nutt.
- Bulbostylis antillana (Britton) Fernald
- Bulbostylis aphylla Barros
- Bulbostylis aphyllanthoides (Welw. ex Ridl.) C.B. Clarke
- Bulbostylis arcuata Kral
- Bulbostylis arenaria (Nees) Lindm.
- Bulbostylis argenteobrunnea C.B. Clarke
- Bulbostylis argentina Palla
- Bulbostylis aspera M.G. López
- Bulbostylis asperula (Kunth) C.B. Clarke
- Bulbostylis atrosanguinea (Boeckeler) C.B. Clarke
- Bulbostylis aturensis (Maury) C.B. Clarke
- Bulbostylis barbata (Rottb.) C.B. Clarke
- Bulbostylis basalis Fosberg
- Bulbostylis bathiei Cherm.
- Bulbostylis bodardii S.S. Hooper
- Bulbostylis boeckleriana (Schweinf.) Beetle
- Bulbostylis boivinii C.B. Clarke ex Cherm.
- Bulbostylis boliviana Palla
- Bulbostylis bozumensis Cherm.
- Bulbostylis brasiliensis Palla
- Bulbostylis breviculmis (Kunth) C.B. Clarke
- Bulbostylis brevifolia Palla
- Bulbostylis buchananii C.B. Clarke
- Bulbostylis burbidgeae K.L. Wilson
- Bulbostylis burchellii (Ficalho & Hiern) C.B. Clarke
- Bulbostylis burkei C.B. Clarke
- Bulbostylis caespitosa Peter
- Bulbostylis californica Torr. & A. Gray
- Bulbostylis capillaris (L.) Kunth ex C.B. Clarke
- Bulbostylis capitata (L.) Steven
- Bulbostylis carajana Kral & M.T. Strong
- Bulbostylis cardiocarpa (Ridl.) C.B. Clarke
- Bulbostylis cardiocarpoides Cherm.
- Bulbostylis cassiniana Gardner
- Bulbostylis cavanillesii (Cass.) DC.
- Bulbostylis ciliata C. Presl ex Nees
- Bulbostylis ciliatifolia (Elliott) Fernald
- Bulbostylis cinnamomea (Boeckeler) C.B. Clarke
- Bulbostylis cioniana (Pi. Savi) Lye
- Bulbostylis circinata (Kunth) C.B. Clarke
- Bulbostylis claessensii De Wild.
- Bulbostylis clarkeana Hutch. ex M. Bodard
- Bulbostylis clavinux C.B. Clarke
- Bulbostylis closii Barros
- Bulbostylis coarctata (Elliott) Fernald
- Bulbostylis coleotricha (Hochst. ex A. Rich.) C.B. Clarke
- Bulbostylis collina (Kunth) C.B. Clarke
- Bulbostylis communis M.G. López & D.A. Simpson
- Bulbostylis comorensis C.B. Clarke
- Bulbostylis congolensis De Wild.
- Bulbostylis conifera (Kunth) Beetle
- Bulbostylis conostachya (Boeckeler) Beetle
- Bulbostylis conspicua (Boeckeler) H. Pfeiff.
- Bulbostylis contexta (Nees) M. Bodard
- Bulbostylis craspedota Chiov.
- Bulbostylis cruciformis (Lye) R.W. Haines
- Bulbostylis cupricola Goetgh.
- Bulbostylis curassavica (Britton) Kük. ex Ekman
- Bulbostylis cylindrica C.B. Clarke
- Bulbostylis cyrtathera Cherm.
- Bulbostylis decaryi Cherm.
- Bulbostylis deltoides Buckley
- Bulbostylis densa (Wall.) Hand.-Mazz.
- Bulbostylis densecaespitosa (Lye) R.W. Haines
- Bulbostylis diffusa (Vahl) DC.
- Bulbostylis disticha Ohwi & T. Koyama
- Bulbostylis distichoides Lye
- Bulbostylis dubia Nees
- Bulbostylis edwalliana (Boeckeler) A. Prata
- Bulbostylis ekmanii Kük.
- Bulbostylis elegans Gardner
- Bulbostylis elegantissima (Lye) R.W. Haines
- Bulbostylis eleocharoides Kral & M.T. Strong
- Bulbostylis emmerichiae T. Koyama
- Bulbostylis equitans (Kük.) Raymond
- Bulbostylis eriophora H. Pfeiff.
- Bulbostylis erratica (Hook. f.) C.B. Clarke
- Bulbostylis eustachii J.M. Black ex Eardley
- Bulbostylis exilis (Kunth) Lye
- Bulbostylis fasciculata Uittien
- Bulbostylis fendleri C.B. Clarke
- Bulbostylis festucoides (Poir.) C.B. Clarke
- Bulbostylis filamentosa (Vahl) C.B. Clarke
- Bulbostylis filiformis C.B. Clarke
- Bulbostylis fimbriata (Nees) C.B. Clarke
- Bulbostylis fimbristylidoides C.B. Clarke
- Bulbostylis fimbristyloides C.B. Clarke
- Bulbostylis firingalavensis Cherm.
- Bulbostylis flexuosa (Ridl.) Goetgh.
- Bulbostylis floccosa (Griseb.) C.B. Clarke
- Bulbostylis floridana (Britton ex Nash) Fernald
- Bulbostylis fluviatilis Kral & Davidse
- Bulbostylis francaenis Palla
- Bulbostylis francaensis Palla
- Bulbostylis funckii (Steud.) C.B. Clarke
- Bulbostylis fusiformis Goetgh.
- Bulbostylis gardneriana (Steud.) Beetle
- Bulbostylis geniculatus (L.) Steven
- Bulbostylis glaberrima Kük.
- Bulbostylis glabra DC.
- Bulbostylis glabriuscula K. Koch
- Bulbostylis glandulosa Gardner
- Bulbostylis glaziovii (Boeckeler) C.B. Clarke
- Bulbostylis graminifolia C.B. Clarke
- Bulbostylis grandibulbosa Kük.
- Bulbostylis grisebachii (Greenm. ex Combs) Kük.
- Bulbostylis guaglianoneae M.G. López
- Bulbostylis guineensis Cherm. ex Bodard
- Bulbostylis haitiensis Kük.
- Bulbostylis hebecarpa DC.
- Bulbostylis hensii (C.B. Clarke) R.W. Haines
- Bulbostylis heterostachya Cherm.
- Bulbostylis hirta (Thunb.) Svenson
- Bulbostylis hirtella (Schrad. ex Schult.) Nees ex Urb.
- Bulbostylis hispaniolica Kük. & Ekman
- Bulbostylis hispida (Steud.) Beetle
- Bulbostylis hispidula (Vahl) R.W. Haines
- Bulbostylis holotricha Peter
- Bulbostylis humilis (Kunth) C.B. Clarke
- Bulbostylis humpatensis Meneses
- Bulbostylis igneotonsa Raymond
- Bulbostylis jacobinae (Steud.) Lindm.
- Bulbostylis japonica C.B. Clarke
- Bulbostylis johnstonii C.B. Clarke
- Bulbostylis junciformis (Kunth) C.B. Clarke
- Bulbostylis juncoides (Vahl) Kük. ex Osten
- Bulbostylis kanongaensis Goetgh.
- Bulbostylis kirkii C.B. Clarke
- Bulbostylis labillardierei (Steud.) Beetle
- Bulbostylis laeta C.B. Clarke
- Bulbostylis lagoensis (Boeckeler) A. Prata & M.G. López
- Bulbostylis lanata (Kunth) Lindm.
- Bulbostylis langsdorffiana (Kunth) C.B. Clarke
- Bulbostylis laniceps C.B. Clarke
- Bulbostylis lanifera (Boeckeler) Kük.
- Bulbostylis lateritica Cherm.
- Bulbostylis latifolia Kral & M.T. Strong
- Bulbostylis leiolepis (Kük.) R.W. Haines
- Bulbostylis leucostachya (Kunth) C.B. Clarke
- Bulbostylis lichtensteiniana (Kunth) C.B. Clarke
- Bulbostylis lineolata Goetgh.
- Bulbostylis loefgrenii (Boeckeler) A. Prata & M.G. López
- Bulbostylis lombardii Kral & M.T. Strong
- Bulbostylis longiradiata Goetgh.
- Bulbostylis lorentzii (Boeckeler) C.B. Clarke
- Bulbostylis macra (Ridl.) C.B. Clarke
- Bulbostylis macrostachya (Lye) R.W. Haines
- Bulbostylis maculosus Steven
- Bulbostylis mahafalensis Cherm.
- Bulbostylis major Palla
- Bulbostylis medusae A. Prata, Reynders & Goetgh.
- Bulbostylis megastachys (Ridl.) C.B. Clarke
- Bulbostylis melanocephala (Ridl.) C.B. Clarke
- Bulbostylis metralis Cherm.
- Bulbostylis micans Lindm.
- Bulbostylis micranthera Cherm.
- Bulbostylis microcarpa (Lye) R.W. Haines
- Bulbostylis microcephala Gardner
- Bulbostylis microelegans (Lye) R.W. Haines
- Bulbostylis micromucronata Goetgh.
- Bulbostylis microphylla Nutt.
- Bulbostylis miegei Bodard
- Bulbostylis moggii Schönland & Turrill
- Bulbostylis mozambica Raymond
- Bulbostylis mucronata C.B. Clarke
- Bulbostylis multispiculata Cherm.
- Bulbostylis neglecta (Hemsl.) C.B. Clarke
- Bulbostylis nemoides Goetgh.
- Bulbostylis nepetifolia (Kunth) DC.
- Bulbostylis nesiotica (I.M. Johnst.) Fernald
- Bulbostylis nesiotis (Hemsl.) C.B. Clarke
- Bulbostylis oblongifolia Gardner
- Bulbostylis oliganthes (Less.) DC.
- Bulbostylis oligostachys (Hochst. ex A. Rich.) C.B. Clarke
- Bulbostylis oritrephes (Ridl.) C.B. Clarke
- Bulbostylis ottonis (Boeckeler) Beetle
- Bulbostylis ovata (Roth) Steven
- Bulbostylis ovatus (Roth) Steven
- Bulbostylis pachypoda Kral & M.T. Strong
- Bulbostylis pallescens (Lye) R.W. Haines
- Bulbostylis palustris (L.) Steven
- Bulbostylis papillosa Kük.
- Bulbostylis paradoxa (Spreng.) Lindm.
- Bulbostylis paraensis C.B. Clarke
- Bulbostylis parva (Ridl.) C.B. Clarke
- Bulbostylis parvinux C.B. Clarke
- Bulbostylis pauciflora (Liebm.) C.B. Clarke
- Bulbostylis pedunculosa DC.
- Bulbostylis pendula (Schrad.) DC.
- Bulbostylis perrieri Cherm.
- Bulbostylis pilosa (Willd.) Cherm.
- Bulbostylis pohliana (Boeckeler) Beetle
- Bulbostylis polytricha Cherm.
- Bulbostylis portoricensis (Britton) Fernald
- Bulbostylis pringlei (Britton) Beetle
- Bulbostylis psammophila Cherm.
- Bulbostylis pseudocollina Cherm.
- Bulbostylis pseudojunciformis (Boeckeler) Beetle
- Bulbostylis pseudoperennis Goetgh.
- Bulbostylis puberula C.B. Clarke
- Bulbostylis pubescens (J. Presl & C. Presl) Svenson
- Bulbostylis pumila Gardner
- Bulbostylis pusilla (Hochst. ex A. Rich.) C.B. Clarke
- Bulbostylis pyriformis S.T. Blake
- Bulbostylis quaternella (Ridl.) Goetgh.
- Bulbostylis radiciflora (Maury) Beetle
- Bulbostylis ramosissima Gardner
- Bulbostylis rarissima (Steud.) C.B. Clarke
- Bulbostylis renschii (Boeckeler) C.B. Clarke
- Bulbostylis reticulata DC.
- Bulbostylis rhizomatosa (Lye) R.W. Haines
- Bulbostylis rigida Hook. & Arn.
- Bulbostylis rotundata (Kük.) R.W. Haines
- Bulbostylis rufescens (Boeckeler) Beetle
- Bulbostylis rugosa M.G. López
- Bulbostylis rumokensis Cherm. ex Goetgh.
- Bulbostylis rupestris H. Pfeiff.
- Bulbostylis scabra (J. Presl & C. Presl) C.B. Clarke
- Bulbostylis scabricaulis Cherm.
- Bulbostylis scandens Gardner
- Bulbostylis schaffneri (Boeckeler) C.B. Clarke
- Bulbostylis schimperiana (Hochst. ex A. Rich.) C.B. Clarke
- Bulbostylis schlechteri C.B. Clarke
- Bulbostylis schoenoides (Kunth) C.B. Clarke
- Bulbostylis schomburgkiana (Steud.) M.T. Strong
- Bulbostylis schraderiana (Steud.) Beetle
- Bulbostylis scirpoides Kral & M.T. Strong
- Bulbostylis scleropus C.B. Clarke
- Bulbostylis scorodoniifolia Kunth
- Bulbostylis secundiflora (Lag.) DC.
- Bulbostylis sellowiana (Kunth) Palla
- Bulbostylis sepiacea Kral
- Bulbostylis seretii De Wild.
- Bulbostylis setacea (Griseb.) Svenson
- Bulbostylis setifolia (Boeckeler) Beetle
- Bulbostylis smithii Barros
- Bulbostylis somaliensis Lye
- Bulbostylis spadicea (Kunth) Kük.
- Bulbostylis spectabilis Kral & M.T. Strong
- Bulbostylis sphaerocarpa (Boeckeler) C.B. Clarke
- Bulbostylis sphaerocephala (Boeckeler) Lindm.
- Bulbostylis sphaerolepis (Boeckeler) C.B. Clarke
- Bulbostylis spinaciifolia DC.
- Bulbostylis splendens M.T. Strong
- Bulbostylis stenocarpa Kük.
- Bulbostylis stenophylla (Elliott) C.B. Clarke
- Bulbostylis striata (Ruiz & Pav.) H. Pfeiff.
- Bulbostylis striatella C.B. Clarke
- Bulbostylis stricta Turrill
- Bulbostylis subaphylla C.B. Clarke
- Bulbostylis subdisticha (Boeckeler) Beetle
- Bulbostylis subefimbriata Kük.
- Bulbostylis subsphaerocephala E.G. Camus
- Bulbostylis subspinescens C.B. Clarke
- Bulbostylis subtilis M.G. López
- Bulbostylis subuligera S. Schauer
- Bulbostylis subumbellata (Lye) R.W. Haines
- Bulbostylis surinamensis Uittien
- Bulbostylis svensoniana Steyerm.
- Bulbostylis swamyi Govind.
- Bulbostylis tanzaniae (Lye) R.W. Haines
- Bulbostylis taylorii C.B. Clarke
- Bulbostylis tenella (Link) C.B. Clarke
- Bulbostylis tenerrima (Fisch. & C.A. Mey. ex Ledeb.) Palla
- Bulbostylis tenuifolia (Rudge) J.F. Macbr.
- Bulbostylis tenuispicata (Boeckeler) Barros
- Bulbostylis tisserantii (Cherm.) Cherm.
- Bulbostylis togoensis Cherm.
- Bulbostylis tomentosa Gardner
- Bulbostylis trabeculata C.B. Clarke
- Bulbostylis transiens (K. Schum.) C.B. Clarke
- Bulbostylis triangularis DC.
- Bulbostylis trichobasis (Baker) C.B. Clarke
- Bulbostylis trichoides (Schrad. ex Schult.) Beetle
- Bulbostylis trichokolea (Steud.) Beetle
- Bulbostylis trifida (Nees) Nelmes
- Bulbostylis trilobata Kral
- Bulbostylis trullata Goetgh.
- Bulbostylis truncata (Nees) M.T. Strong
- Bulbostylis tuberculosa (Michx.) Steven
- Bulbostylis tuerckheimii Urb.
- Bulbostylis turbinata S.T. Blake
- Bulbostylis ugandensis (Lye) R.W. Haines
- Bulbostylis vaginosa Kük.
- Bulbostylis vanderystii Cherm.
- Bulbostylis veronicifolia (Kunth) DC.
- Bulbostylis vestita (Kunth) C.B. Clarke
- Bulbostylis viguieri Cherm.
- Bulbostylis viridecarinata (De Wild.) Goetgh.
- Bulbostylis wallichiana (Schult.) Beetle
- Bulbostylis warei (Torr.) C.B. Clarke
- Bulbostylis warmingii (Boeckeler) Kral & M.T. Strong
- Bulbostylis wilsonii (Britton) Urb.
- Bulbostylis wittei Cherm.
- Bulbostylis wombaliensis (De Wild.) R.W. Haines
- Bulbostylis woronowii Palla
- Bulbostylis xerophila Cherm.
- Bulbostylis yalingensis Cherm.
- Bulbostylis zambesica (K. Schum.) C.B. Clarke
- Bulbostylis zeyheri (Boeckeler) C.B. Clarke